# Dorfkirche Steglitz

Die alte Dorfkirche Steglitz kurz vor ihrem Abbruch, und zwar vor 1876, denn der Bau der Matthäuskirche hat noch nicht begonnen

Die Dorfkirche Steglitz war der Mittelpunkt des in der ersten Hälfte des 13. Jahrhunderts (wohl um 1230) gegründeten Straßendorfs Steglitz. Als in der zweiten Hälfte des 19. Jahrhunderts die Zahl der Gemeindemitglieder stark anwuchs und das kleine bescheidene Kirchlein nicht mehr den Ansprüchen der größten Landgemeinde Preußens genügte, wurde 1876–1880 als Ersatzbau die wesentlich größere Matthäuskirche „hinter“ (nordwestlich) der Dorfkirche errichtet, die kurz danach im Jahr 1881 abgerissen wurde.

## Geschichte
Nach Zuzug der Siedler etwa um 1230 wurde in der Mitte des Straßendorfs, auf seiner nördlichen Straßenseite, zunächst eine Holzkirche errichtet, über die aber nichts weiter bekannt ist. In der zweiten Hälfte des 13. Jahrhunderts, wohl eher um 1300, wurde die Holzkirche durch einen Steinbau ersetzt, der mit nur 72 Plätzen noch kleiner war als die Schmargendorfer Kirche, die heute kleinste Dorfkirche in Berlin. Das Baumaterial war Feldstein. Obwohl im Jahre 1450 unter den 43 Hufen des Dorfes sechs Pfarr- und eine Kirchenhufe erwähnt werden, eine für mittelmärkische Verhältnisse ungewöhnlich reiche Ausstattung, ist offenbar nur wenig für ein stattlicheres Aussehen der Dorfkirche getan worden.

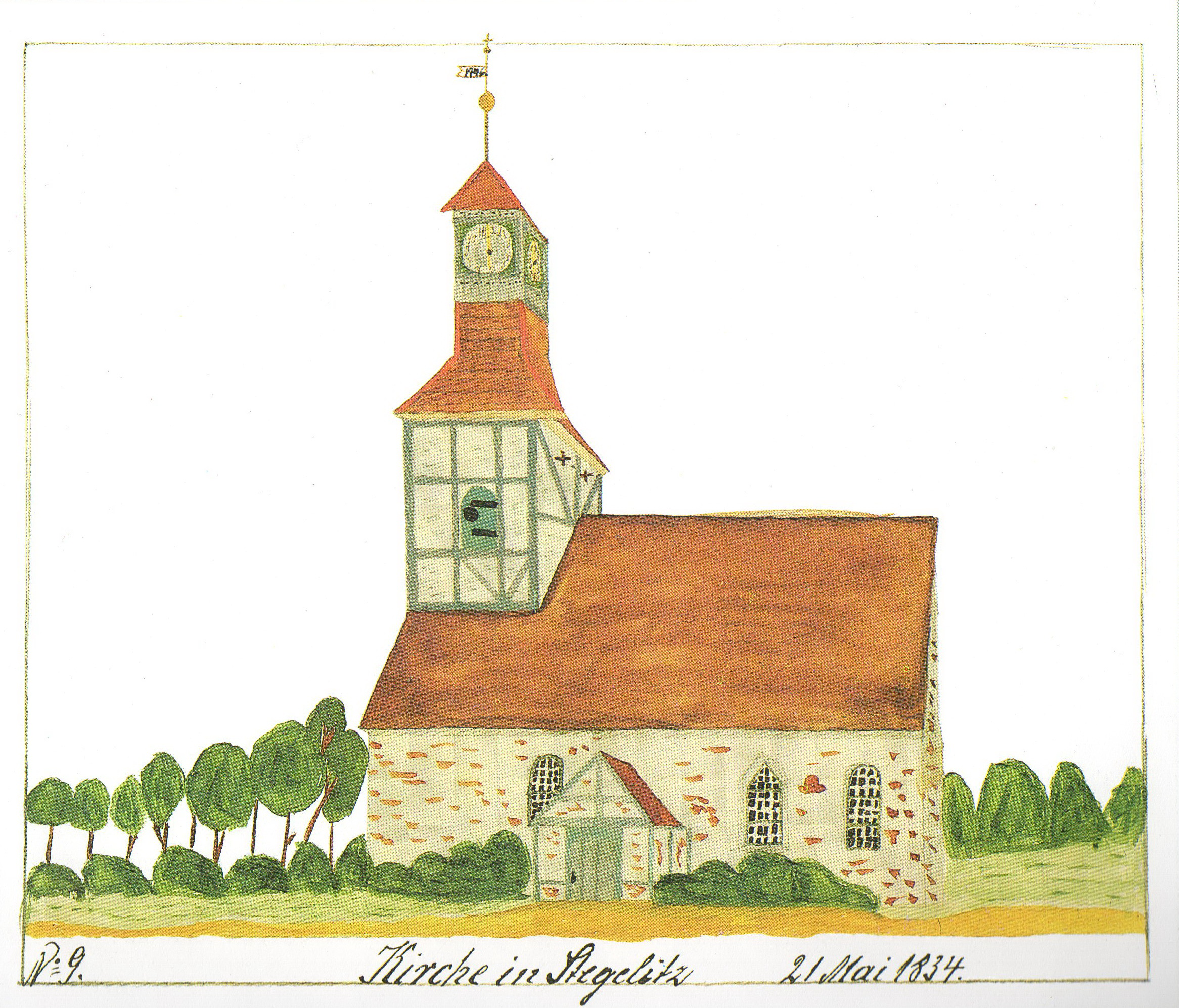
Die Dorfkirche Stegelitz [sic!] im Jahre 1834. Der Dachturm von 1729 wurde 1854 abgetragen.

Der Dachturm wurde wohl 1729 aufgesetzt. Das Alter der Vorhalle ist unbekannt, mit Sicherheit aber erfolgte ihre Hinzufügung in nachmittelalterlicher Zeit. 1854 war der Dachturm so baufällig geworden, dass er abgetragen werden musste. 1843 hatte sich Ludwig Persius mit Umbauplänen beschäftigt, die aber nicht verwirklicht wurden. 1881 erfolgte aufgrund der gestiegenen Einwohnerzahl der Abriss der Kirche zugunsten eines Neubaus.

## Bautechnik
Die Dorfkirche wurde als einfache Saalkirche mit Feldsteinmauerwerk errichtet. Die Feldsteinquader waren wenig sorgfältig behauen, konnten aber noch in Schichten verlegt werden. Nach der Reformation wurden wie üblich die Kirchenfenster vergrößert, damit die neu eingeführten Gesangsbücher besser gelesen werden konnten. Die Fenster wurden überformt; sie erhielten Segmentbögen. Die Fenster in der Ostwand bekamen eine Fassung aus Backsteinen. Der Dachturm bestand aus Fachwerk mit verbretterter Laterne.

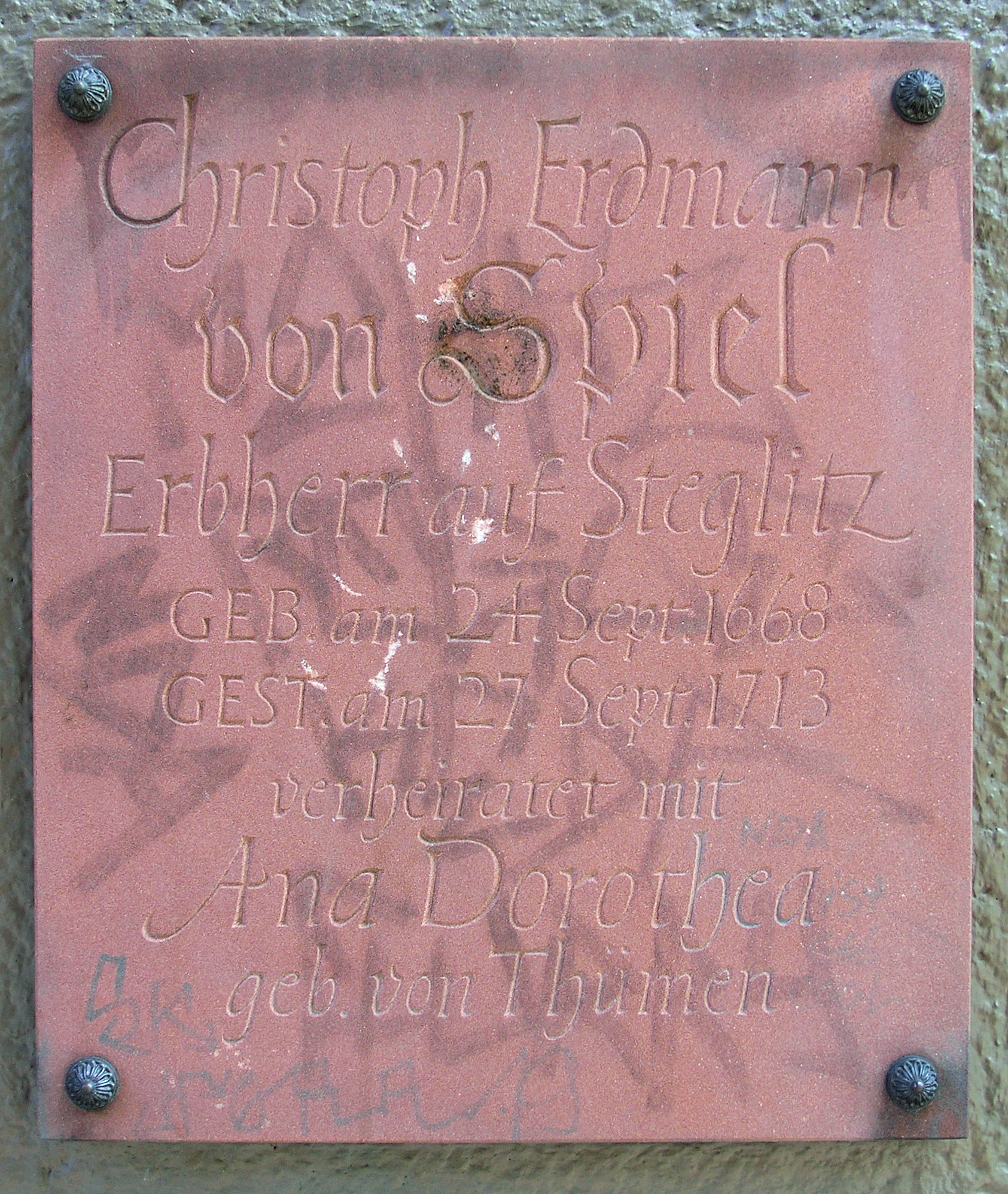
Grabstein für Christoph Erdmann von Spiel

Über die Inneneinrichtung ist nichts bekannt. Der Grabstein von 1713 für den Gutsherrn Christoph Erdmann von Spiel, den letzten seines Geschlechts, steht heute an der äußeren Nordwand des Turms der Matthäuskirche.
Die Dorfkirche stand auf der großen Rasenfläche vor dem Querriegel des Gemeindehauses der Matthäuskirche. Ihr genauer Standort wurde anhand alter Karten exakt vermessen; die Exaktheit der Einmessung wurde später durch elektrophysikalische Messungen bestätigt. Mit Rücksicht auf die dortigen Soldatengräber wurde der Grundriss nur sparsam markiert.